# Tim van Rijthoven
Tim van Rijthoven (født 24. april 1997 i Roosendaal, Holland) er en professionel tennisspiller fra Holland.